# Обсерваторія Паранал

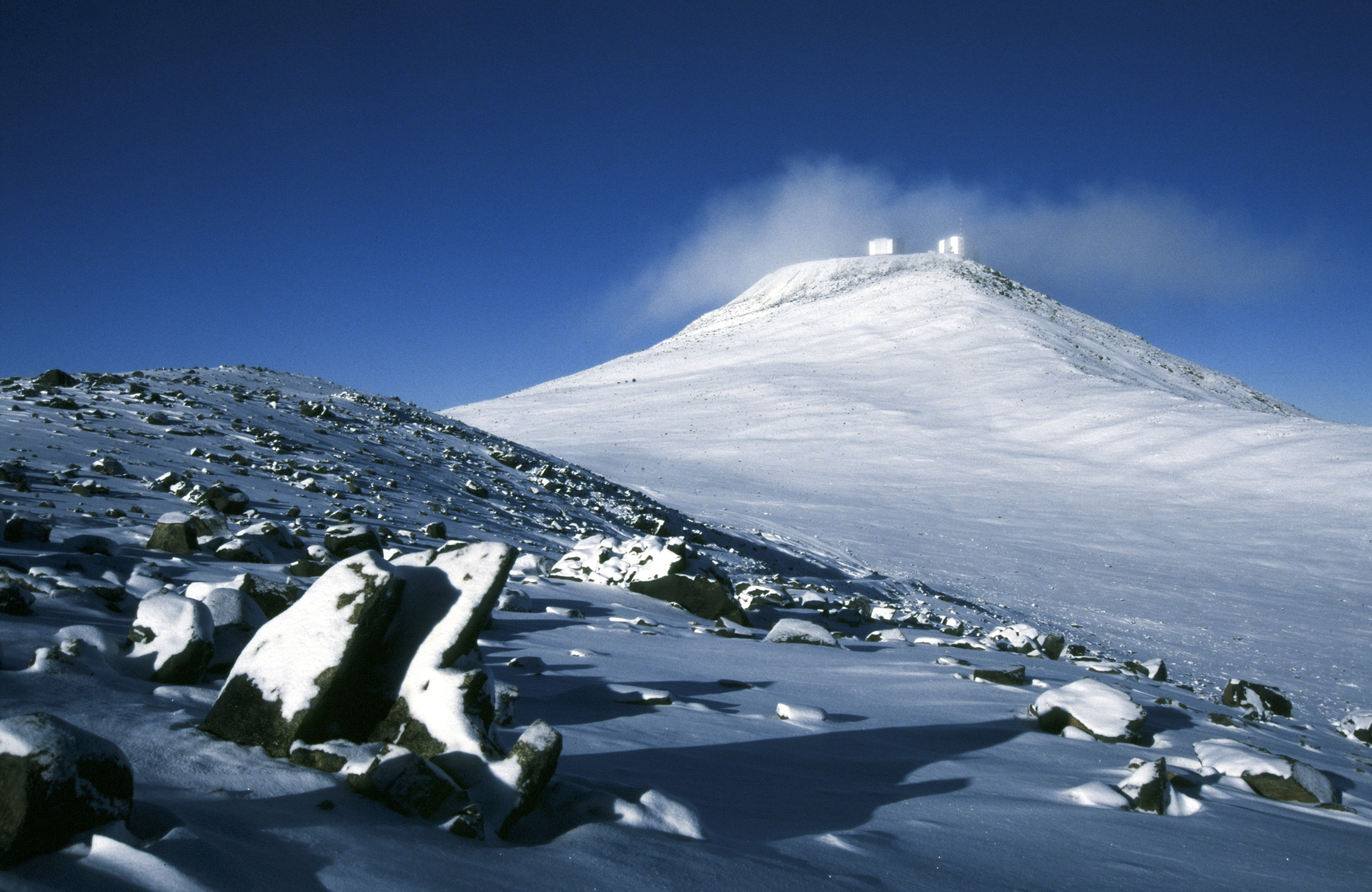
Паранал під снігом.

Обсерваторія Парана́л — обсерваторія в Чилі на горі Серро Паранал, за 120 км на південь від міста Антофагаста. Керується Європейською південною обсерваторією. Найбільшим телескопом обсерваторії Паранал є Дуже великий телескоп (ДВТ, англ. Very Large Telescope — VLT), розташований на висоті 2635 метрів. Крім нього там розташовані 2,5 м оглядовий телескоп ДВТ (VLT Survey Telescope, VST) та 4-м оглядовий телескоп VISTA, який працює у видимому та інфрачервоному діапазонах (англ. Visible and Infrared Survey Telescope for Astronomy).

## Телескопи

### Дуже великий телескоп
Дуже великий телескоп є основним інструментом обсерваторії Паранал. Він складається з чотирьох майже однакових телескопів із діаметром дзеркала 8,2 метра та чотирьох пересувних допоміжних телескопів із дзеркалом 1,8 метра. Кожен з чотирьох великих телескопів отримав власну назву на честь назв об'єктів нічного південного неба на арауканській мові народності Мапуче (Мапудунґун), на території якої розташована обсерваторія Паранал: Анту (Сонце), Куєн (Місяць), Меліпал (Південний Хрест) та Єпун (Венера). Кожен із великих телескопів обладнано кількома інструментами (різного типу спектрографами та астрономічними камерами), що робить їхню комбінацію унікальним потужним приладом для дослідження Всесвіту. Першим було випробувано телескоп Анту в травні 1998 р. і 1 квітня 1999 р. він став до ладу. Інші телескопи було уведено в дію в період з 1999 р. по 2000 р. і Дуже великий телескоп став працювати на повну потужність інструментом. Для телескопів передбачена можливість комбінувати випромінювання, зібране двома чи трьома телескопами (режим інтерферометрії), утворюючи так званий Інтерферометр дуже великого телескопа (англ. Very Large Telescope Interferometer, VLTI). Чотири допоміжні телескопи з діаметром дзеркала 1,8 м було встановлено протягом 2004—2007 рр. для того, щоб інтерферометр міг працювати навіть тоді, коли якісь великі телескопи зайняті іншими проєктами. 2007 р. майже 500 реферованих наукових праць було опубліковано спираючись на астрономічні дані, отримані за допомогою VLT.[відсутнє в джерелі]

### Оглядовий телескоп VISTA
VISTA це оглядовий телескоп для роботи в оптичному та інфрачервоному діапазонах (англ. Visible & Infrared Survey Telescope for Astronomy). Чотириметровий телескоп із широким полем зору загалом здійснює огляд неба в інфрачервоному діапазоні випромінювання. Його побудував консорціум 18 університетів Великої Британії на чолі з лондонським університетом ім. королеви Марії. У грудні 2009 р. консорціум передав телескоп у користування Європейській південній обсерваторії.

### Оглядовий телескоп ДВТ
Оглядовий телескоп ДВТ (англ. VST) має два дзеркала: основне діаметром 265 см і додаткове діаметром 93,8 см. У нього широке поле зору — один квадратний градус. Він призначений для допомоги ДВТ як шляхом здійснення широких оглядів, так і визначенням конкретних кандидатів для детального вивчення.

## Інші будівлі

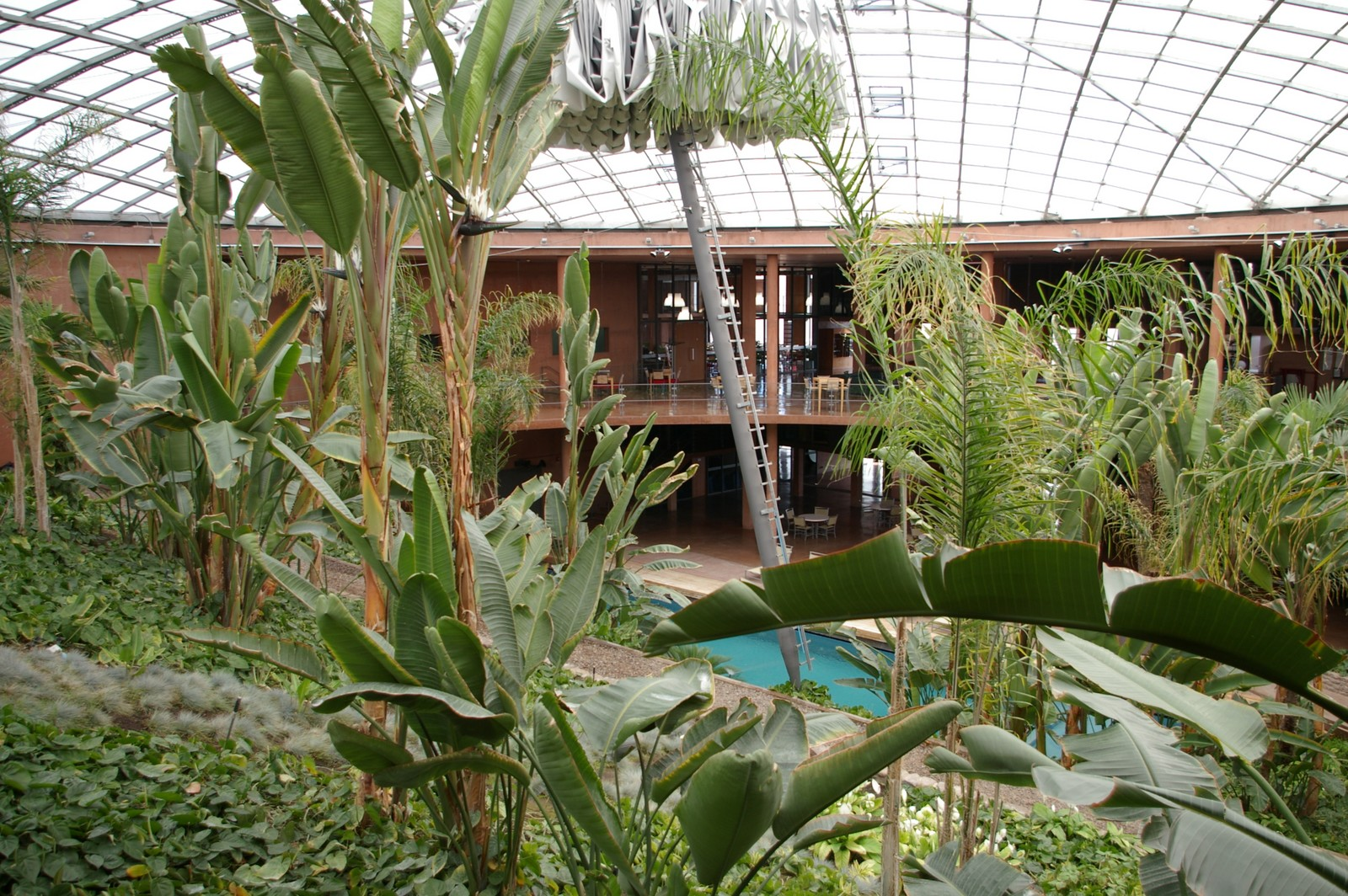
Сад готелю Residencia.

Разом з телескопами, центром керування та іншими обслуговуючими будівлями обсерваторія Паранал має також готель — помешкання для астрономів (ісп. Residencia Astronomos, англ. The Residencia), де живуть працівники обсерваторії та приїжджі астрономи-спостерігачі. Готель розташований на 200 м нижче на відстані 3 км від телескопів, щоб він своїм освітленням не заважав їхній роботі. У готелі 108 житлових кімнат і 18 приміщень загального користування, що покликані внести розмаїття у дозвілля працівників та гостей обсерваторії, зокрема, гімнастичний зал, басейн, ресторан і два сади. Чотириповерхове помешкання має форму латинської літери L і заглиблене в гору. Центральну залу вкриває засклений купол діаметром 35 метрів, який видається на поверхню. Він забезпечує природне освітлення приміщення вдень. Проєкт будівлі розробила німецька архітектурна фірма Auer+Weber. Будівництво розпочалося 1998 року, а в лютому 2002 року готель запрацював. Дизайн інтер'єру розробила чилійська архітектурна студія Паули Гутьеррес Ерландсен (ісп. Paula Gutiérrez Erlandsen), дружини Фернандо Іраррасаваля (ісп. Fernando Irarrázaval Eyzaguirre), дев'ятого маркіза де ла Піка.
2008 р. в готелі Residencia було відзнято кілька сцен до фільму Квант милосердя із Джеймсом Бондом.

## Галерея

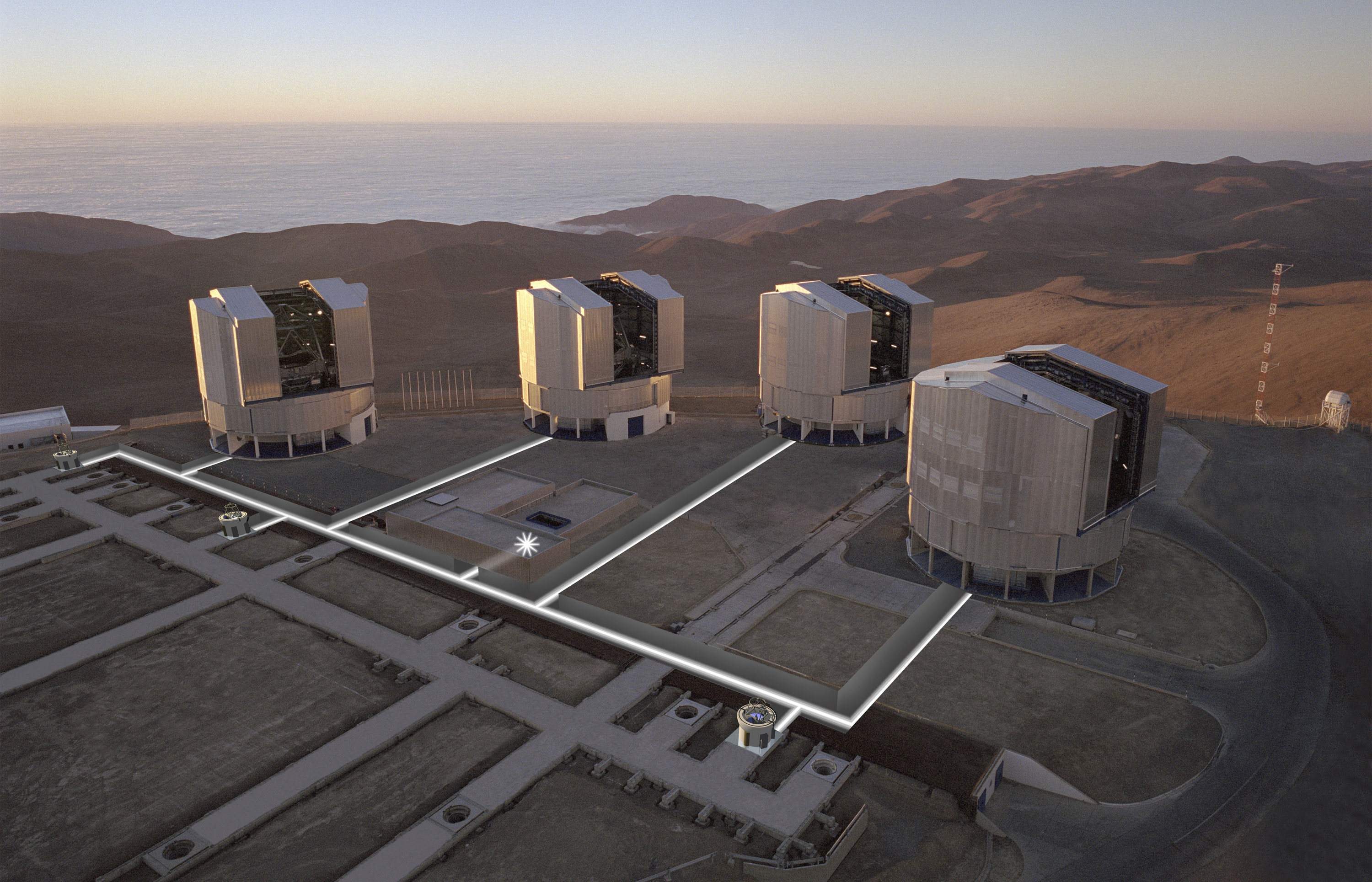
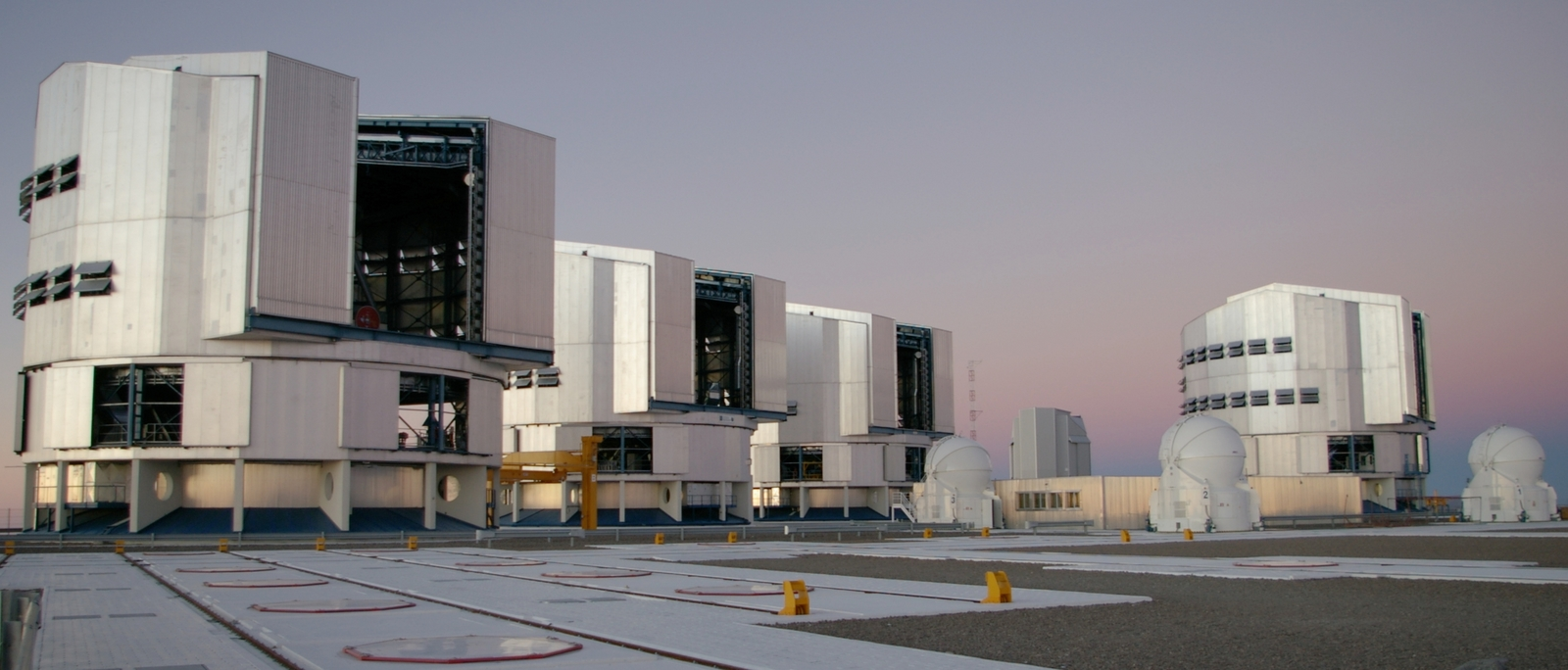
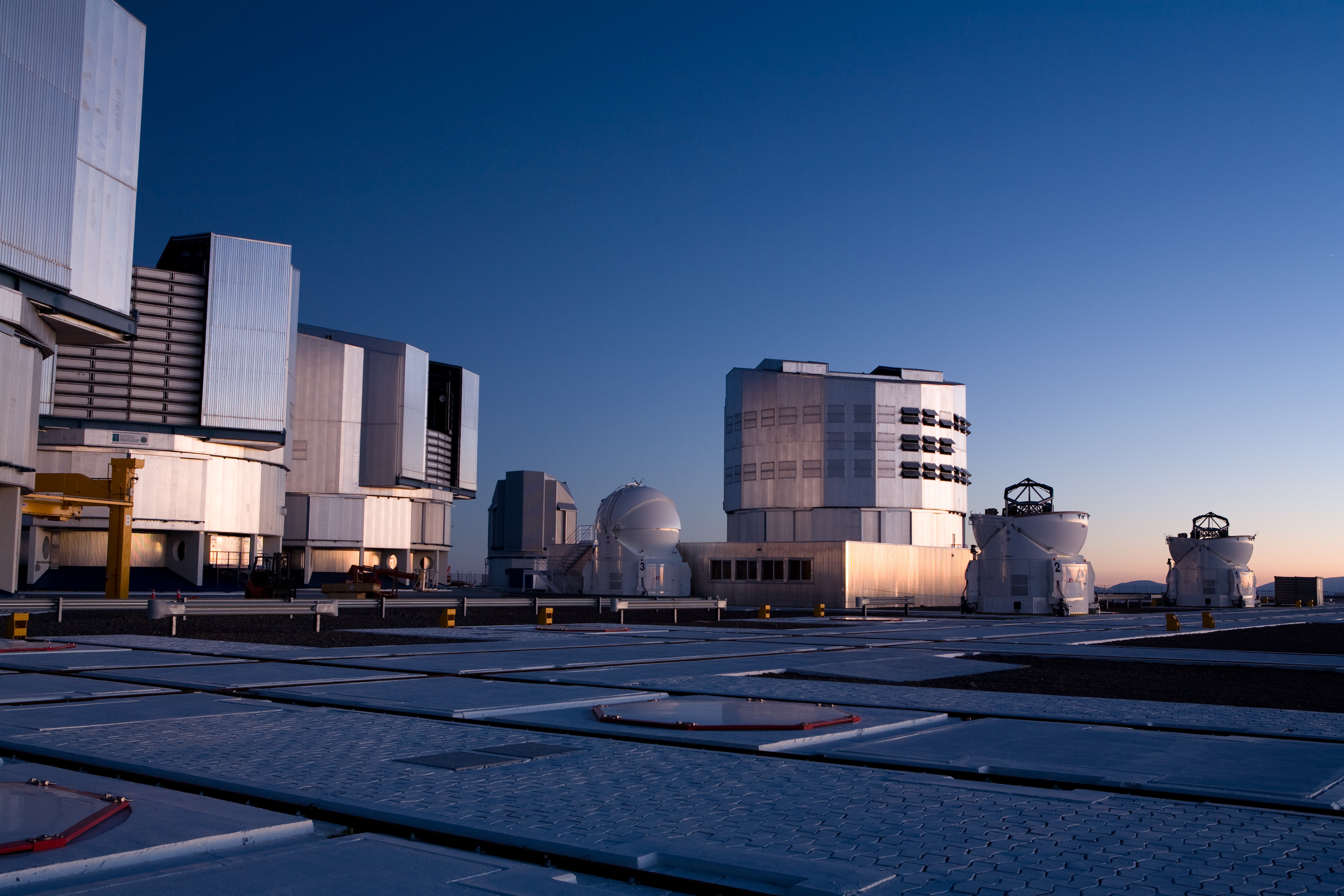
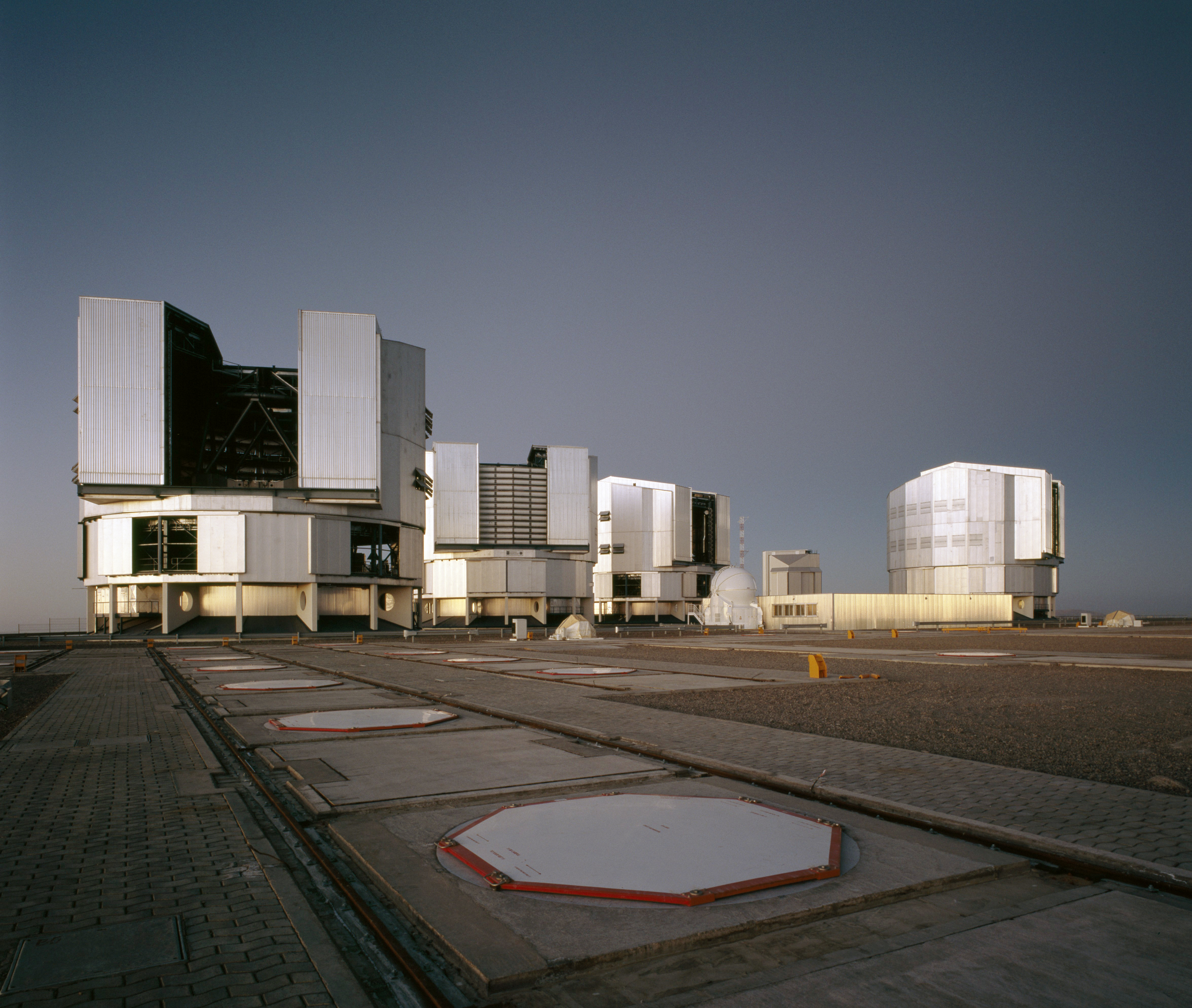
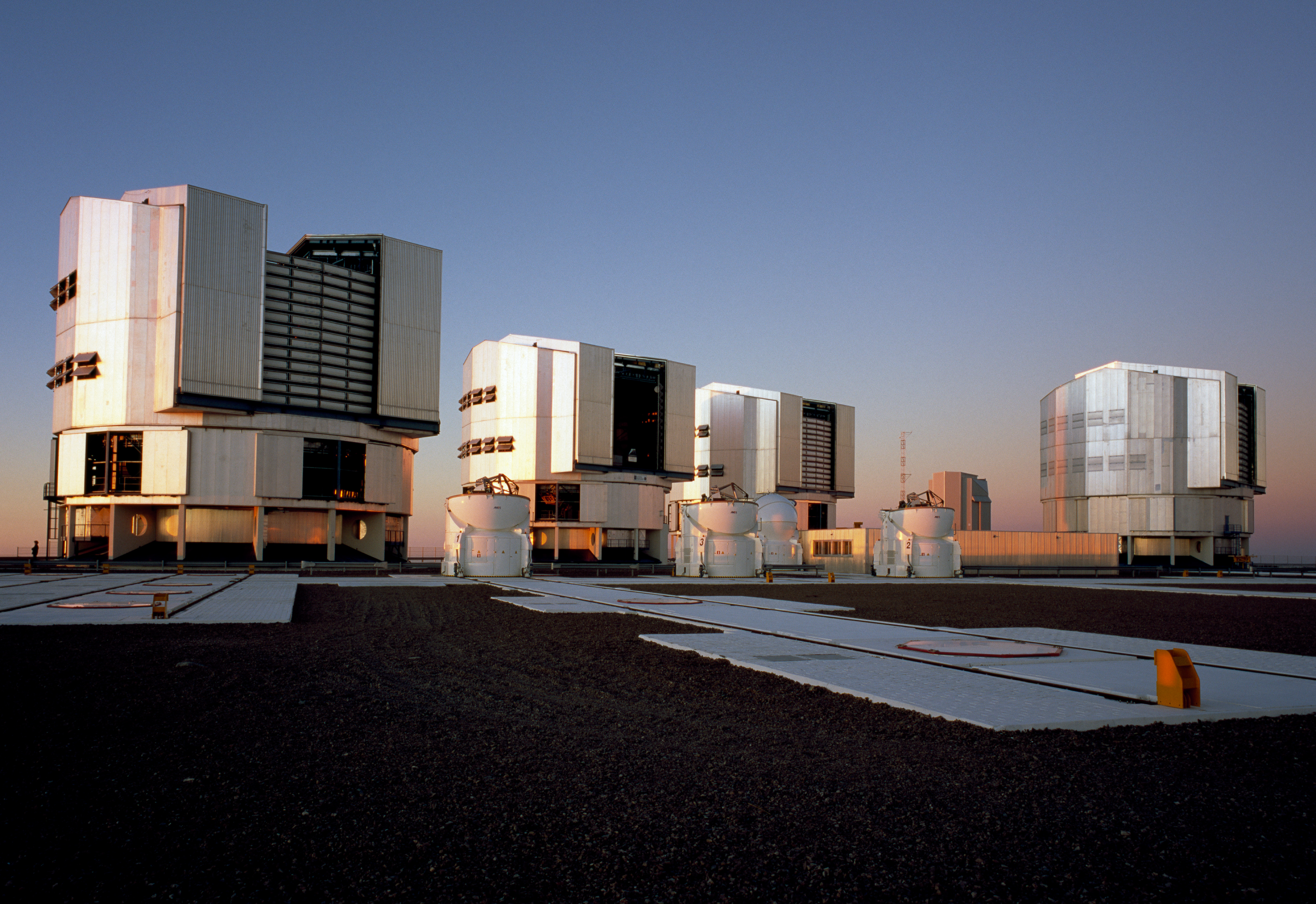
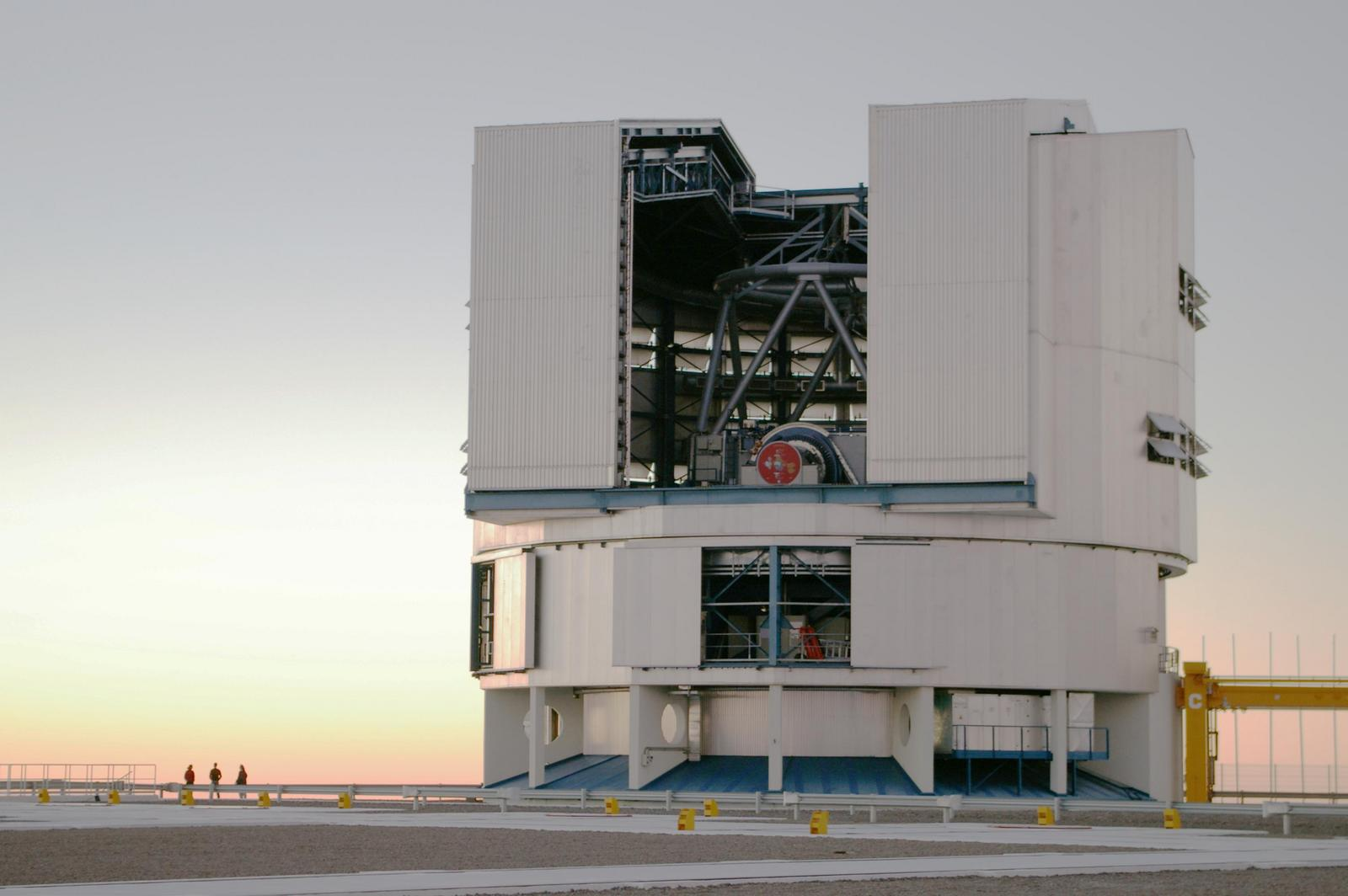